# Andreas Prinz von Sachsen-Coburg und Gotha

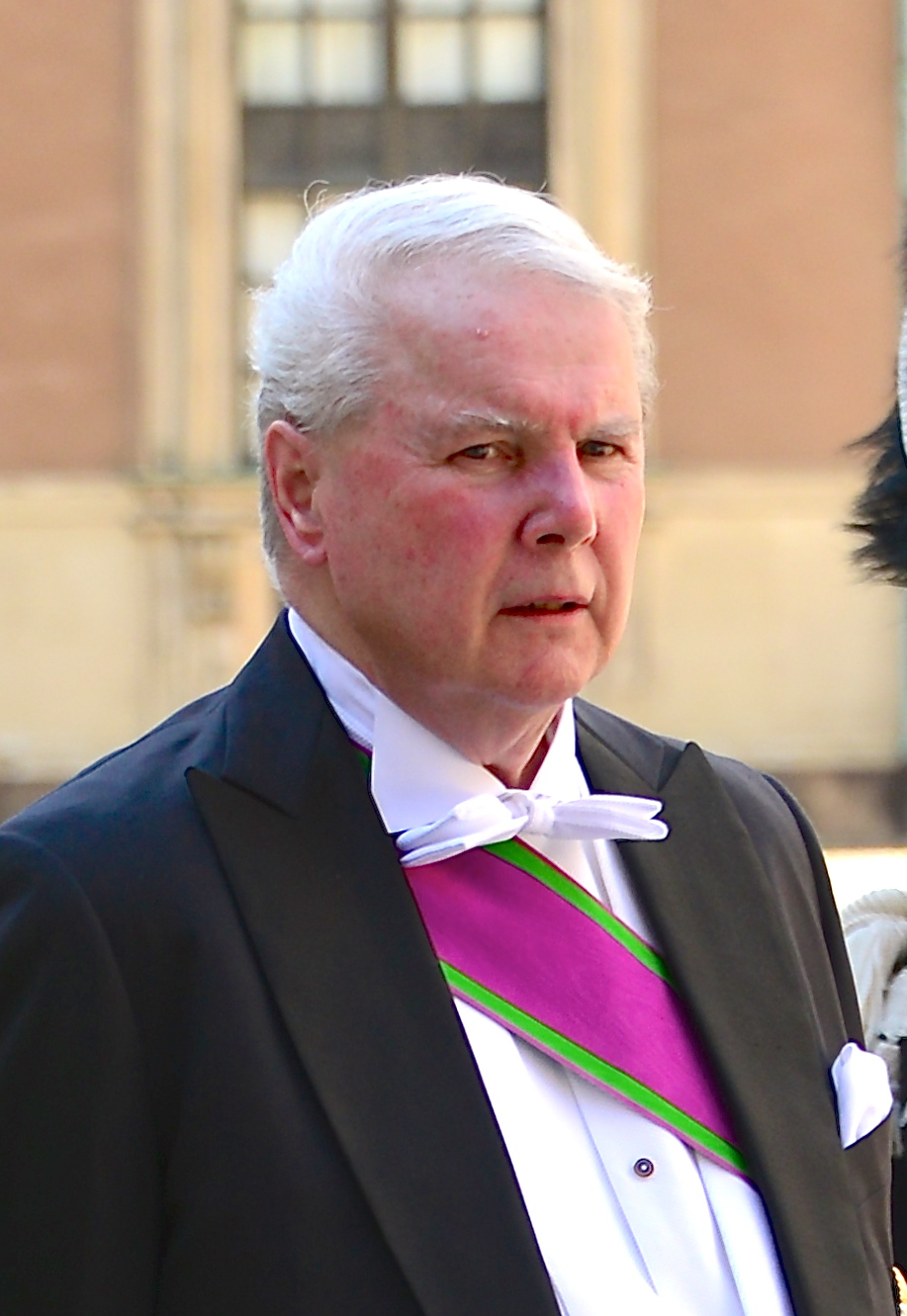
Andreas Prinz von Sachsen-Coburg und Gotha (2013)

Andreas Michael Friedrich Hans Armin Siegfried Hubertus Prinz von Sachsen-Coburg und Gotha (* 21. März 1943 auf Schloss Casel in der Niederlausitz; † 3. April 2025 in Coburg) war ab 1998 Oberhaupt des Hauses Sachsen-Coburg und Gotha und wurde gemäß Familientradition und GHdA auch als Herzog zu Sachsen bezeichnet. Er war Taufpate von Madeleine von Schweden, der Tochter seines Cousins väterlicherseits Carl XVI. Gustaf, König von Schweden.

## Leben

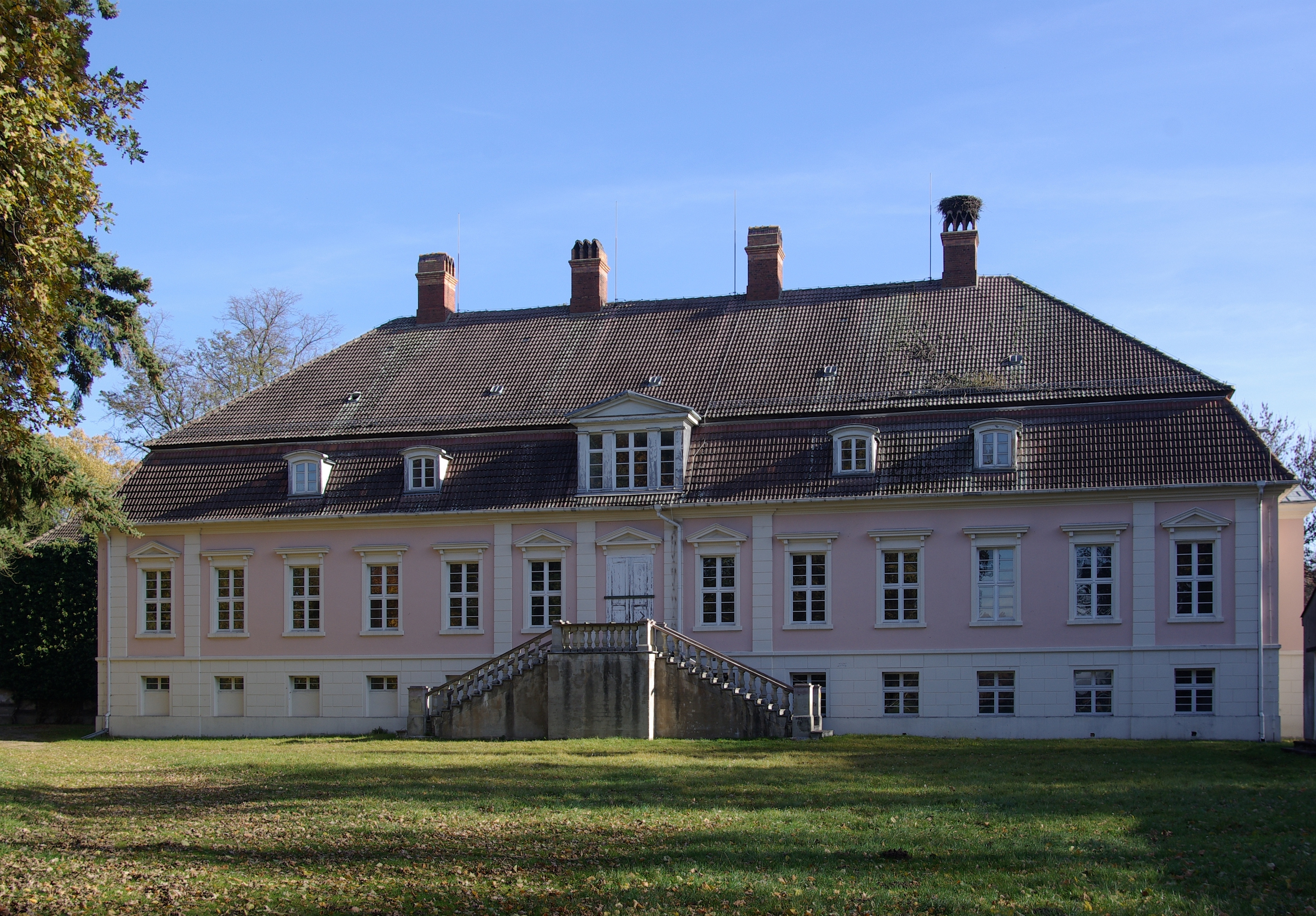
Schloss Kasel (2010), Geburtsort von Andreas Prinz von Sachsen-Coburg und Gotha

Andreas Prinz von Sachsen-Coburg und Gotha ist der erstgeborene Sohn von Friedrich Josias Prinz von Sachsen-Coburg und Gotha (1918–1998) und dessen erster Ehefrau Viktoria Luise Gräfin zu Solms-Baruth (1921–2003). 1946 ließen sich seine Eltern scheiden. 1949 zog er mit seiner Mutter und ihrem zweiten Ehemann, einem US-amerikanischen Besatzungsoffizier, der in Berchtesgaden stationiert war, nach New Orleans in den USA, wo er seine Kindheit verbrachte und die Schule besuchte.
Im Jahr 1965 siedelte er nach Coburg über, um sich der Einberufung in die amerikanische Armee zu entziehen (Vietnamkrieg). Stattdessen leistete er Wehrdienst bei der Bundeswehr von 1966 bis 1968 beim Panzeraufklärungsbataillon 6 in Eutin (Schleswig-Holstein). Nach Volontariaten in der Holzbranche absolvierte Prinz von Sachsen-Coburg und Gotha von 1969 bis 1971 eine Ausbildung zum Holzkaufmann in Hamburg. Während seiner Ausbildungszeit in Norddeutschland lernte er seine zukünftige Ehefrau kennen.
Der Tradition und dem Hausgesetz von 1855 entsprechend, erfolgte die Heirat mit Einwilligung des seinerzeitigen Chefs des Hauses, Friedrich Josias. Am 18. Juni 1971 fand die Heirat in Hamburg zwischen Andreas Prinz von Sachsen-Coburg und Gotha und Carin (* 16. Juli 1946 – † 11. November 2023), Tochter des Fabrikanten Adolph Dabelstein und dessen Ehefrau Irma Callisen, statt. Aus der Ehe gingen drei Kinder hervor:
- Stephanie (* 31. Januar 1972)
- Hubertus (* 16. September 1975)
- Alexander (* 4. Mai 1977)

Von 1996 bis 2002 war Andreas Prinz von Sachsen-Coburg und Gotha für die CSU Mitglied im Coburger Stadtrat. 1997 war er einer der Schirmherren der Bayerischen Landesausstellung unter dem Titel Ein Herzogtum und viele Kronen – Coburg in Bayern und Europa. Zur Ausstellung kamen über zehntausend Besucher.
Das Haus Sachsen-Coburg und Gotha betreibt Forstwirtschaft in Bayern, Thüringen und Österreich. Außerdem sorgt die Familie für die Erhaltung und den Besichtigungsbetrieb ihrer beiden Schlösser Callenberg in Coburg und Greinburg im oberösterreichischen Grein an der Donau.

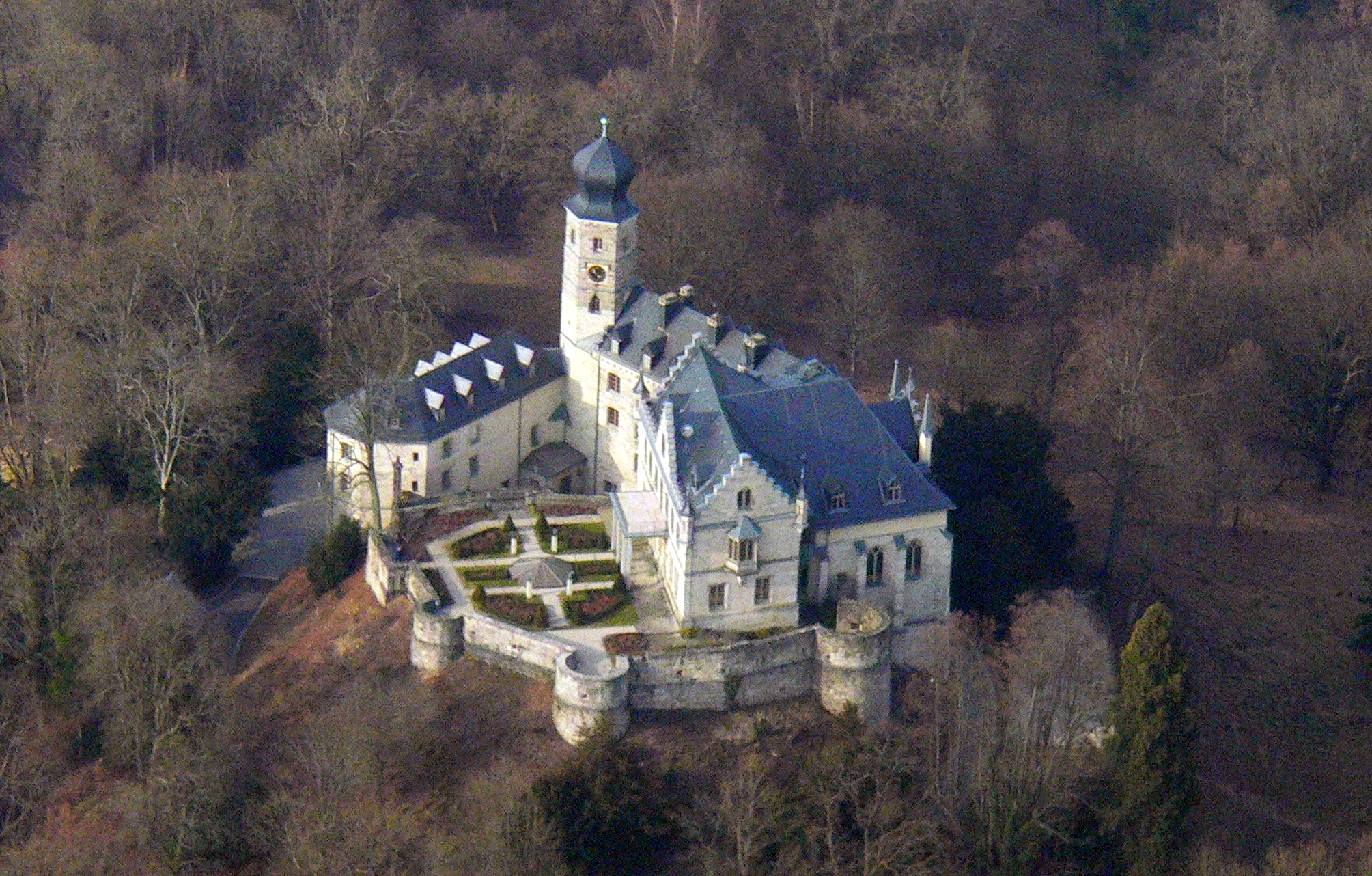
Schloss Callenberg, Coburg
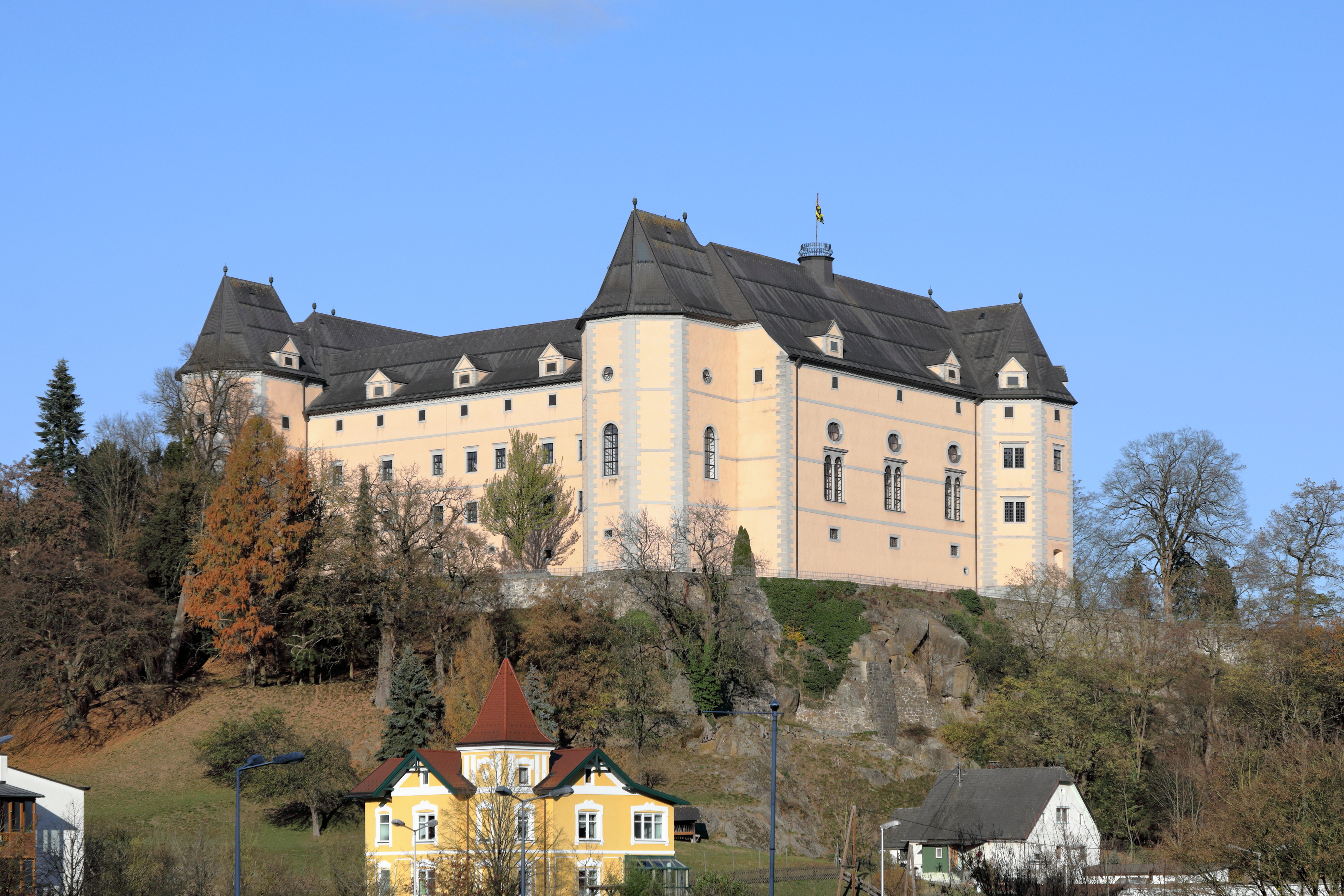
Schloss Greinburg, Oberösterreich

Nach einem langjährigen Restitutionsstreit verzichteten 2001 in einer investiven gütlichen Einigung zwischen dem Land Thüringen und dem Haus Sachsen-Coburg-Gotha bzw. seinen Stiftungen diese auf ihre Restitutionsansprüche in Thüringen und wurden dafür mit umfangreichem Forstbesitz aus Landeseigentum entschädigt. Eine Rückübertragung von Schloss Reinhardsbrunn scheiterte, weil dieses schon an Investoren verkauft worden war. Die 1928 entstandene Herzog-von-Sachsen-Coburg-&-Gotha'sche-Stiftung für Kunst und Wissenschaft hält das verbliebene Kunst- und Kulturgut des Hauses. Es wird als „Herzoglicher Kunstbesitz SCG“ in den Schlössern Callenberg und Greinburg dauerhaft der Öffentlichkeit zugänglich gemacht und ist Gegenstand der dortigen Dauer- und Sonderausstellungen. Beide Schlösser sind vorbildlich instand gehalten. 2006 wurden die verbliebenen fünf Bände der Ottheinrich-Bibel ins Ausland verbracht. Kurz vor der für Dezember 2007 geplanten Versteigerung erwarb sie der Freistaat Bayern für die Bayerische Staatsbibliothek.
Andreas Prinz von Sachsen-Coburg und Gotha engagierte sich in zahlreichen Verbänden und Vereinigungen, insbesondere in den Bereichen der Kunst und Kultur sowie der Sportförderung. 2002 wurde ihm für seine Verdienste beim Zustandekommen der investiven gütlichen Einigung zwischen dem Freistaat Thüringen, der Stadt Gotha und den herzoglichen Stiftungen die Ehrenbürgerwürde der Stadt Gotha verliehen. Am 23. November 2023 wurde ihm die Ehrenbürgerwürde der Stadt Coburg verliehen.